# Квантрішвілі Отарі Віталійович
Отарі Віталійович Квантрішвілі (рос. Отари Витальевич Квантришвили; прізвисько «Отарік»; нар. 27 січня 1948, Зестафоні, СРСР — 5 квітня 1994, Москва, СРСР) — один з найвпливовіших кримінальних авторитетів Москви 1990-х. Майстер спорту СРСР з греко-римської боротьби, заслужений тренер РРФСР.

## Біографія
Отарі Віталійович Квантрішвілі народився 27 січня 1948 року в Зестафоні, убитий 5 квітня 1994 року в Москві. Є родоначальником партії спортсменів Росії. Так само мав титул заслуженого майстра спорту Російської Федерації, і займав пост голови Фонду імені Льва Яшина.
Отарі Квантрішвілі народився в невеликому містечку Зестафоні в Грузинської РСР. З юних років він відчував величезну пристрасть до спорту. Свою кар'єру він почав з занять боротьбою. Згодом він удостоївся розряду майстра спорту СРСР міжнародного класу з греко-римської боротьби.
У 1966 році в його житті стався переломний момент. Він був засуджений Московським міським судом до позбавлення волі на 9 років. Спортсмен проходив за статтею 117 КК РРФСР, яка має на увазі під собою зґвалтування. Протягом п'яти років він перебував під суворим наглядом. А в 1970 році був переведений у Люблінську психіатричну лікарню загального режиму. У Квантрішвілі почалися проявлятися ознаки уповільненої шизофренії.
Незважаючи на темне минуле Отарі Квантрішвілі в 1981 році почав нове життя. Він був призначений на пост тренера Московської міської ради «Динамо». Завдяки великій владі і можливостям він почав збирати навколо себе талановитих спортсменів, яких у кінцевому підсумку прив'язував до бандитських угруповань.
У період перебудови Отарі Квантрішвілі почав збивати свій величезний статок. Він викуповував різні ресторани, казино, нерухомість, торгові доми. У 1985 році він зважився організувати власний легальний бізнес.
Квантрішвілі ставати співзасновником компанії «XXI століття». Так само в цей період він отримує посаду голови Фонду соціального захисту спортсменів імені Льва Яшина.
5 квітня 1994 року був убитий у Москві трьома пострілами з снайперської гвинтівки при виході з Краснопресненських лазень. Винним у вбивстві був визнаний Олексій Шерстобитов (Льоша Солдат).